# フレン・ゲレーロ
フレン・ゲレーロ・ロペス（Julen Guerrero López、1974年1月7日 - ）は、スペイン・バスク州ポルトゥガレテの元同国代表サッカー選手、現サッカー指導者。現役時代のポジションはMFだった。2024年よりSDアモレビエタの監督を務める。

## クラブ経歴
ビスカヤ県ポルトゥガレテに生まれ、8歳の時にアスレティック・ビルバオの下部組織に入団した。1991-92シーズンにはリザーブチームであるビルバオ・アスレティックに昇格し、セグンダ・ディビシオン（2部）でプレーした。1992年にはアイトール・カランカらとともにU-19チームで全国リーグ・全国カップの2冠を達成した。同年9月、18歳の時にユップ・ハインケス監督が率いるトップチームに初招集され、デビューするとすぐにレギュラーとなると、デビュー以来の2シーズンで28得点を記録した。1993年にはエル・パイス紙のリーグ最優秀スペイン人新人選手賞を獲得し、1994年にはエル・パイス紙とドン・バロン紙のリーグ最優秀スペイン人選手賞を獲得した。1993-94シーズンのアルバセテ・バロンピエ戦ではハットトリックを達成し、スポルティング・ヒホン戦では1試合4得点を記録した。これらの活躍で、レアル・マドリード、FCバルセロナ、アトレティコ・マドリード、ユヴェントスFC、SSラツィオ、マンチェスター・ユナイテッドFCなどの関心を引いたが、アスレティック・ビルバオに忠誠を誓い、1997年には10年間の契約延長を果たした。これはクラブ史上最長期間の契約であり、この契約によりクラブ最高年俸選手となった。
1997-98シーズンには29試合に出場して8得点し、UEFAチャンピオンズリーグ出場権を獲得できる2位でシーズンを終えた。しかし、その後の数シーズンは出場機会が減少し、まだ28歳であった2002年にはルイス・フェルナンデス監督によって控えに降格させられた。2002-03シーズンから2005-06シーズンまでの4シーズンには57試合しか出場できず、得点はわずか4点に終わった。2006年7月11日、記者会見で現役引退を発表した。プリメーラ・ディビシオンでプレーした14シーズンで372試合に出場して101得点を記録し、UEFAチャンピオンズリーグも含めた欧州カップ戦では15試合に出場して5得点を挙げている。引退してすぐに下部組織であるレサマの1チームの指揮を任され、2年後に退任した。

## 代表経歴

### スペイン代表
U-16スペイン代表から各年代の世代別スペイン代表に選ばれ、U-21スペイン代表としては12試合に出場して8得点を挙げた。
まだ19歳であった1993年1月27日、ラス・パルマス・デ・グラン・カナリアで行われたメキシコ戦でスペイン代表デビューし、同年6月2日の1994 FIFAワールドカップ・ヨーロッパ予選・リトアニア戦(2-0)で代表初得点を含む2得点を挙げた。1994年にはアメリカで開催された1994 FIFAワールドカップ本大会に招集され、1試合に出場している。1996年にはUEFA欧州選手権1996に出場し、同年12月18日のマルタ共和国戦(3-0)ではハットトリックを達成した。1998年にはフランスで開催された1998 FIFAワールドカップに出場した。1999年9月8日、UEFA欧州選手権2000予選のキプロス戦(8-0)でもハットトリックを達成している。2000年10月までに41試合に出場して13得点を挙げた。

### バスク選抜
1993年にはバスク国代表に初招集され、1997年のユーゴスラビアとの非公式親善試合ではハットトリックを達成した。2006年までに11試合に出場して6得点を挙げた。

## 人物
弟のホセ・フェリクス・ゲレーロ(José Félix Guerrero)はミッドフィールダーとしてプレーするプロサッカー選手であり、アスレティック・ビルバオの下部組織出身である。プリメーラ・ディビシオンでは58試合に出場して2得点を挙げ、セグンダ・ディビシオン以下も含めると160試合に出場した。
出身地のビルバオにある自身の名前を付したレストラン（レスタウランテ・フレン・ゲレーロ）のオーナーである。ユーロスポーツのコラムニストである。

## 個人成績
| クラブ                   | シーズン | 国内リーグ | 国内リーグ | 国内カップ | 国内カップ | 欧州カップ | 欧州カップ | その他 | その他 | 通算 | 通算 |
| クラブ                   | シーズン | 出場       | 得点       | 出場       | 得点       | 出場       | 得点       | 出場   | 得点   | 出場 | 得点 |
| ------------------------ | -------- | ---------- | ---------- | ---------- | ---------- | ---------- | ---------- | ------ | ------ | ---- | ---- |
| ビルバオ・アスレティック | 1991–92  | 12         | 6          | -          | -          | -          | -          | -      | -      | 12   | 6    |
| ビルバオ・アスレティック | 通算     | 12         | 6          | -          | -          | -          | -          | -      | -      | 12   | 6    |
| アスレティック・ビルバオ | 1992–93  | 37         | 10         | 0          | 0          | -          | -          | -      | -      | 37   | 10   |
| アスレティック・ビルバオ | 1993–94  | 36         | 18         | 4          | 3          | -          | -          | -      | -      | 40   | 21   |
| アスレティック・ビルバオ | 1994–95  | 27         | 13         | 2          | 1          | 4          | 2          | -      | -      | 33   | 16   |
| アスレティック・ビルバオ | 1995–96  | 33         | 9          | 6          | 1          | -          | -          | -      | -      | 39   | 10   |
| アスレティック・ビルバオ | 1996–97  | 38         | 15         | 5          | 1          | -          | -          | -      | -      | 43   | 16   |
| アスレティック・ビルバオ | 1997–98  | 29         | 8          | 3          | 0          | 1          | 0          | -      | -      | 33   | 8    |
| アスレティック・ビルバオ | 1998–99  | 36         | 9          | 2          | 1          | 8          | 2          | -      | -      | 46   | 12   |
| アスレティック・ビルバオ | 1999–00  | 32         | 6          | 3          | 0          | -          | -          | -      | -      | 35   | 6    |
| アスレティック・ビルバオ | 2000–01  | 27         | 4          | 2          | 0          | -          | -          | -      | -      | 29   | 4    |
| アスレティック・ビルバオ | 2001–02  | 20         | 5          | 6          | 2          | -          | -          | -      | -      | 26   | 7    |
| アスレティック・ビルバオ | 2002–03  | 14         | 0          | 2          | 2          | -          | -          | -      | -      | 16   | 2    |
| アスレティック・ビルバオ | 2003–04  | 14         | 1          | 0          | 0          | -          | -          | -      | -      | 14   | 1    |
| アスレティック・ビルバオ | 2004–05  | 12         | 3          | 4          | 0          | 2          | 0          | -      | -      | 18   | 3    |
| アスレティック・ビルバオ | 2005–06  | 17         | 0          | 2          | 0          | 2          | 0          | -      | -      | 21   | 0    |
| アスレティック・ビルバオ | 通算     | 372        | 101        | 41         | 11         | 17         | 4          | -      | -      | 430  | 116  |
| 通算                     | 通算     | 384        | 107        | 41         | 11         | 17         | 4          | -      | -      | 442  | 122  |

## 代表歴

### 出場大会
- スペイン代表
  - 1994 FIFAワールドカップ (ベスト8)
  - 1998 FIFAワールドカップ (グループリーグ敗退)

### 試合数
- 国際Aマッチ 41試合 13得点（1993年-2000年）[6]

| スペイン代表 | 国際Aマッチ | 国際Aマッチ |
| 年           | 出場        | 得点        |
| ------------ | ----------- | ----------- |
| 1993         | 6           | 4           |
| 1994         | 8           | 0           |
| 1995         | 6           | 3           |
| 1996         | 9           | 3           |
| 1997         | 1           | 0           |
| 1998         | 2           | 0           |
| 1999         | 6           | 3           |
| 2000         | 3           | 0           |
| 通算         | 41          | 13          |

### 得点
| #   | 開催日         | 開催地                                                   | 対戦国       | スコア | 結果 | 大会                                    |
| --- | -------------- | -------------------------------------------------------- | ------------ | ------ | ---- | --------------------------------------- |
| 1.  | 1993年6月2日   | ヴィリニュス、ジャルギリス・スタディオナス               | リトアニア   | 0–1    | 0–2  | 1994 FIFAワールドカップ・ヨーロッパ予選 |
| 2.  | 1993年6月2日   | ヴィリニュス、ジャルギリス・スタディオナス               | リトアニア   | 0–2    | 0–2  | 1994 FIFAワールドカップ・ヨーロッパ予選 |
| 3.  | 1993年9月8日   | アリカンテ、エスタディオ・ホセ・リコ・ペレス             | チリ         | 1–0    | 2–0  | 親善試合                                |
| 4.  | 1993年9月8日   | アリカンテ、エスタディオ・ホセ・リコ・ペレス             | チリ         | 2–0    | 2–0  | 親善試合                                |
| 5.  | 1995年3月29日  | セビージャ、エスタディオ・ラモン・サンチェス・ピスフアン | ベルギー     | 1–0    | 1–1  | UEFA欧州選手権1996予選                  |
| 6.  | 1995年9月6日   | グラナダ、ヌエボ・エスタディオ・デ・ロス・カルメネス     | キプロス     | 1–0    | 6–0  | UEFA欧州選手権1996予選                  |
| 7.  | 1995年9月20日  | マドリード、エスタディオ・ビセンテ・カルデロン           | アルゼンチン | 2–0    | 2–1  | 親善試合                                |
| 8.  | 1996年12月18日 | タカリ、タ・カリ・ナショナル・スタジアム                 | マルタ       | 0–1    | 0–3  | 1998 FIFAワールドカップ・ヨーロッパ予選 |
| 9.  | 1996年12月18日 | タカリ、タ・カリ・ナショナル・スタジアム                 | マルタ       | 0–2    | 0–3  | 1998 FIFAワールドカップ・ヨーロッパ予選 |
| 10. | 1996年12月18日 | タカリ、タ・カリ・ナショナル・スタジアム                 | マルタ       | 0–3    | 0–3  | 1998 FIFAワールドカップ・ヨーロッパ予選 |
| 11. | 1999年9月8日   | バダホス、エスタディオ・ヌエボ・ビベーロ                 | キプロス     | 3–0    | 8–0  | UEFA欧州選手権2000予選                  |
| 12. | 1999年9月8日   | バダホス、エスタディオ・ヌエボ・ビベーロ                 | キプロス     | 5–0    | 8–0  | UEFA欧州選手権2000予選                  |
| 13. | 1999年9月8日   | バダホス、エスタディオ・ヌエボ・ビベーロ                 | キプロス     | 6–0    | 8–0  | UEFA欧州選手権2000予選                  |

## タイトル

### 個人
- 最優秀若手選手賞: 1992–93
- 最優秀スペイン人選手賞: 1993–94